# Serial Peripheral Interface-bus
 For alternative betydninger, se SPI.
 For alternative betydninger, se SSI.
Serial Peripheral Interface Bus, SPI-bus eller blot SPI er en synkron seriel dataforbindelse standard, navngivet af Motorola, som benytter fuld dupleks. Enheder kommunikerer i master/slave tilstand hvor master-enheden starter datarammer.  Flere slave-enheder er tilladt i form af individuel slave-select (chip-select) linjer.  Nogle gange kaldes SPI for en four-wire serielbus, i kontrast til tre-, to- og one-wire serielle busser (stel/skærm er ikke talt med). SPI refereres ofte til som SSI (Synchronous Serial Interface).

## Grænseflade
SPI-bussen specificerer flere logik signaler:
- SCLK: serial clock (output from master);
- MOSI; SIMO: master output, slave input (output from master);
- MISO; SOMI: master input, slave output (output from slave);
- SS: slave select (active low, output from master).

Alternative navngivningskonventioner er også udbredt:
- SCK; CLK: serial clock (output from master)
- SDI; DI, DIN, SI, SDA: serial data in; data in, serial in
- SDO; DO, DOUT, SO, A0: serial data out; data out, serial out
- nCS, CS, CSB, CSN, nSS, STE: chip select, slave transmit enable (active low, output from master)

SDI/SDO (DI/DO, SI/SO) konventionen forudsætter at SDO på master er forbundet til SDI på slaven – og vice-versa.  Chip select polariteten er sjældent aktiv høj, selvom nogle notationer (såsom SS eller CS i stedet for nSS eller nCS) foreslår det.
SPI port pin navne for enkelte IC produkter kan adskille sig fra dem der er afbildet i deres illustrationer.